# Musca emdeni
Musca emdeni är en tvåvingeart som beskrevs av Nandi och G.P. Sinha 2004. Musca emdeni ingår i släktet Musca och familjen husflugor. Inga underarter finns listade i Catalogue of Life.